# Ken Monkou
Kenneth John Monkou (ur. 29 listopada 1964 w Nickerie) – były holenderski piłkarz pochodzenia surinamskiego występujący na pozycji obrońcy.

## Kariera
Monkou zawodową karierę rozpoczynał w holenderskim Feyenoordzie. W Eredivisie zadebiutował 9 listopada 1985 w zremisowanym 1:1 meczu z MVV Maastricht. 5 kwietnia 1987 w wygranym 6:1 spotkaniu z Excelsiorem Rotterdam strzelił pierwszego gola w Eredivisie. W Feyenoordzie grał do 1989 roku. W sumie zagrał tam w 71 ligowych meczach i zdobył w nich 6 bramek.
W styczniu 1989 roku podpisał kontrakt z angielską Chelsea, beniaminkiem Division One. Spędził tam trzy sezony. W sumie w barwach Chelsea zagrał 94 razy i zdobył 2 bramki. W 1992 roku podpisał kontrakt z Southamptonem. W jego barwach zadebiutował 26 września 1992 w wygranym 2:1 meczu z Crystal Palace. Barwy Southamptonu reprezentował przez 7 sezonów. Łącznie rozegrał tam 199 spotkań i strzelił 10 goli.
W sierpniu 1999 odszedł do zespołu występującego w Nationwide Division One - Huddersfield Town. Pierwszy ligowy mecz zaliczył tam 28 sierpnia 1999 przeciwko Crystal Palace (7:1). W Huddersfield Monkou występował do końca sezonu 2000/2001. Potem zakończył karierę.